# Minerva Casero
Minerva Casero (Buenos Aires, 10 de mayo de 1999) es una actriz y cantante argentina nacida en el seno de una familia de artistas. Desde pequeña demostró sus dotes actorales y vocales, los cuales desarrolló en clases de teatro, canto y pintura.

## Carrera profesional
Consiguió su primer papel en televisión en la serie juvenil Esperanza mía (2015–2016) por Canal 13.
En 2017, tuvo el papel antagónico de Morena en la serie juvenil de Nickelodeon Latinoamérica, Heidi, bienvenida a casa, donde también participó de la banda sonora de la serie y de su versión musical teatral.
En 2018 fue parte del reparto de la serie juvenil Simona por Canal 13, participando nuevamente de la banda sonora y de su versión musical teatral.
En 2019 fue parte del reparto de la telenovela 
de época Argentina, tierra de amor y venganza que fue transmitida en el horario estelar por Canal 13. Allí interpretó a una joven de clase alta en decadencia. Ese mismo año estrenó su primer sencillo como cantante, titulado "Sireno", con el cual oficia de telonera del espectáculo musical de la cantante sueca Tove Lo en el Teatro Vorterix.
En abril de 2022 apareció en la serie Ultimo Primer Día, de la plataforma de videodemanda Flow. Ese mismo mes también tuvo el papel de Dafne Menajem, pareja del protagonista, en la serie Iosi, el espía arrepentido, de Amazon Prime Video, la cual contó con una segunda temporada estrenada en 2023. Por dicho papel fue galardonada en los Premios Cóndor de Plata con el premio a la "Revelación femenina".

## Filmografía

### Cine
| Año  | Título                  | Papel   | Notas        |
| ---- | ----------------------- | ------- | ------------ |
| 2020 | La casa de las estatuas | Ámbar   | Cortometraje |
| 2024 | Linda                   | Matilda |              |
| 2024 | Sin salida              | Ana     |              |

### Televisión
| Año       | Título                               | Papel                   | Notas                            |
| --------- | ------------------------------------ | ----------------------- | -------------------------------- |
| 2015-2016 | Esperanza mía                        | Dominga Contreras       |                                  |
| 2017      | Heidi, bienvenida a casa             | Morena                  |                                  |
| 2017      | Reencuentros                         | Florencia               | Especial de la Fundación Huésped |
| 2018      | Simona                               | Ailín Medina            |                                  |
| 2019      | Argentina, tierra de amor y venganza | Lidia Morel Anchorena   |                                  |
| 2022      | Último primer día                    | Dolores «Lola» Iribarne |                                  |
| 2022-2023 | Iosi, el espía arrepentido           | Dafne Menajem           |                                  |
| 2025      | Viudas negras, p*tas y chorras       | Rocío                   |                                  |

### Web
| Año  | Título | Papel      | Canal       |
| ---- | ------ | ---------- | ----------- |
| 2023 | 911    | Conductora | Loft Stream |

- Fuente: [1]

## Teatro
| Año  | Título                                | Papel             | Lugar                    |
| ---- | ------------------------------------- | ----------------- | ------------------------ |
| 2015 | Esperanza mía, el musical             | Dominga Contreras | Teatro Ópera / Luna Park |
| 2017 | Heidi, bienvenida a casa en el teatro | Morena            | Teatro Astral            |
| 2018 | De qué no se puede hablar             | Minerva           | Sala Siranush            |
| 2018 | Simona en vivo                        | Ailín Medina      | Teatro Gran Rex          |

## Premios y nominaciones
| Año  | Organización                     | Categoría                                        | Trabajo                    | Resultado | Ref(s)      |
| ---- | -------------------------------- | ------------------------------------------------ | -------------------------- | --------- | ----------- |
| 2022 | Premios Cóndor de Plata          | Revelación femenina                              | Iosi, el espía arrepentido | Ganadora  | [ 2 ] [ 3 ] |
| 2022 | Premios Cóndor de Plata          | Mejor actriz de reparto en serie                 | Iosi, el espía arrepentido | Nominada  | [ 2 ] [ 3 ] |
| 2024 | Premios Platino                  | Mejor actriz de reparto en miniserie o teleserie | Iosi, el espía arrepentido | Nominada  | [ 4 ]       |
| 2024 | Premios Martín Fierro de la Moda | Influencer de moda                               | Ella misma                 | Nominada  | [ 5 ]       |
| 2024 | Festival de Ostia de Roma        | Mejor actriz                                     | Sin salida                 | Ganadora  |             |
| 2024 | Festival de Costa Brava          | Mejor actriz                                     | Sin salida                 | Nominada  |             |